# Surayud Chulanont
Surayud Chulanont (Thai: สุรยุทธ จุลานนท์) (Changwat Phetchaburi, 28 augustus 1943) is een Thaise generaal b.d. en was van 1 oktober 2006 tot 29 januari 2008 interim-minister-president van Thailand.
Hij was officier in het Thaise leger, opperbevelhebber van de Thaise strijdkrachten, en lid van koning Bhumibol Adulyadej's adviesraad. Hij werd tot premier benoemd op 1 oktober 2006 door Sonthi Boonyaratglin, de leider van de militaire junta die op 19 september 2006 met een staatsgreep de waarnemend premier Thaksin Shinawatra had afgezet. Op 29 januari 2008 werd hij opgevolgd door Samak Sundaravej van de Phak Palang Prachachon.
In 1992 was Surayud commandant van elite-troepen, terwijl andere soldaten met scherp op betogers schoten in een demonstratie die een einde maakte aan de toen regerende junta. Hij zei dat hij nooit bevel had gegeven om het vuur te openen en voegde eraan toe: "Het overtuigde me ervan dat het leger zich niet moest bemoeien met politiek".
Generaal Surayud werd bevelhebber van het leger in 1997, benoemd door de toenmalige premier Chuan Leekpai, met de (geslaagde) opdracht het leger meer professioneel te maken. In augustus 2003 werd hij door premier Thaksin weggepromoveerd tot opperbevelhebber van alle strijdkrachten; in oktober 2003 moest hij verplicht met pensioen. Daarna trok de vrome boeddhist zich enige tijd terug in een klooster.
Een belangrijke reden dat het leger hem benoemde, was het feit dat hij meer als burger dan als militair wordt gezien, en in beide kringen groot respect geniet.

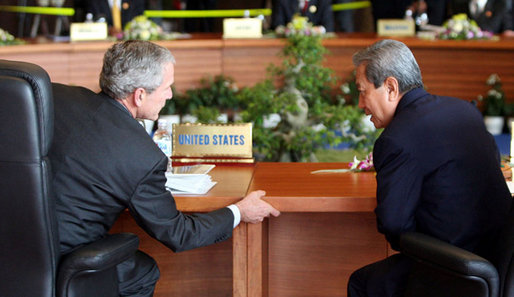
Surayud Chulanont (rechts) spreekt met president Bush tijdens de APEC-conferentie in Hanoi (2006)